# Schanze am Kirchhügel

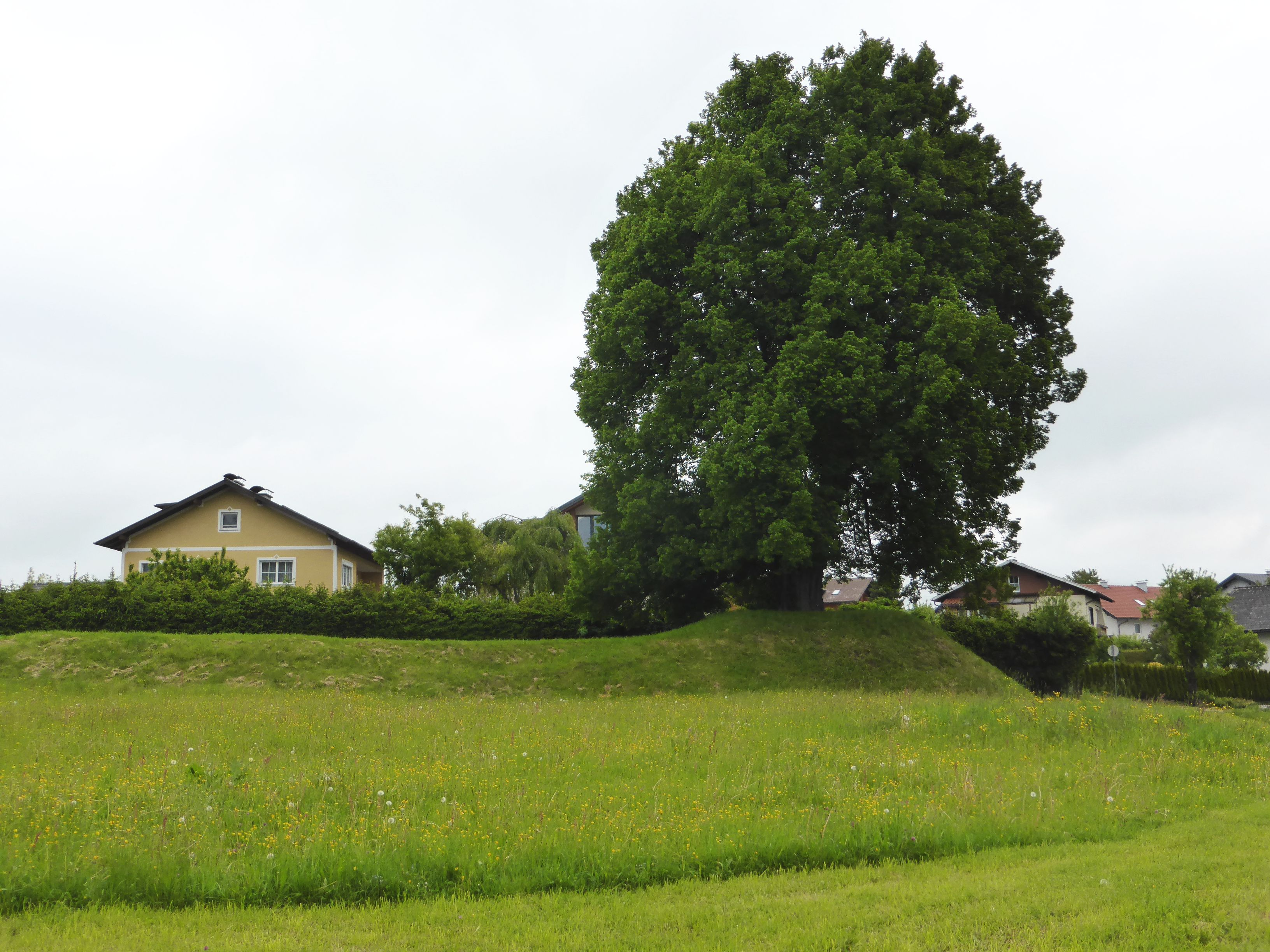
Linde auf der Schanze am Kirchhügel von Straßwalchen mit erkennbarem Rondell und Wall

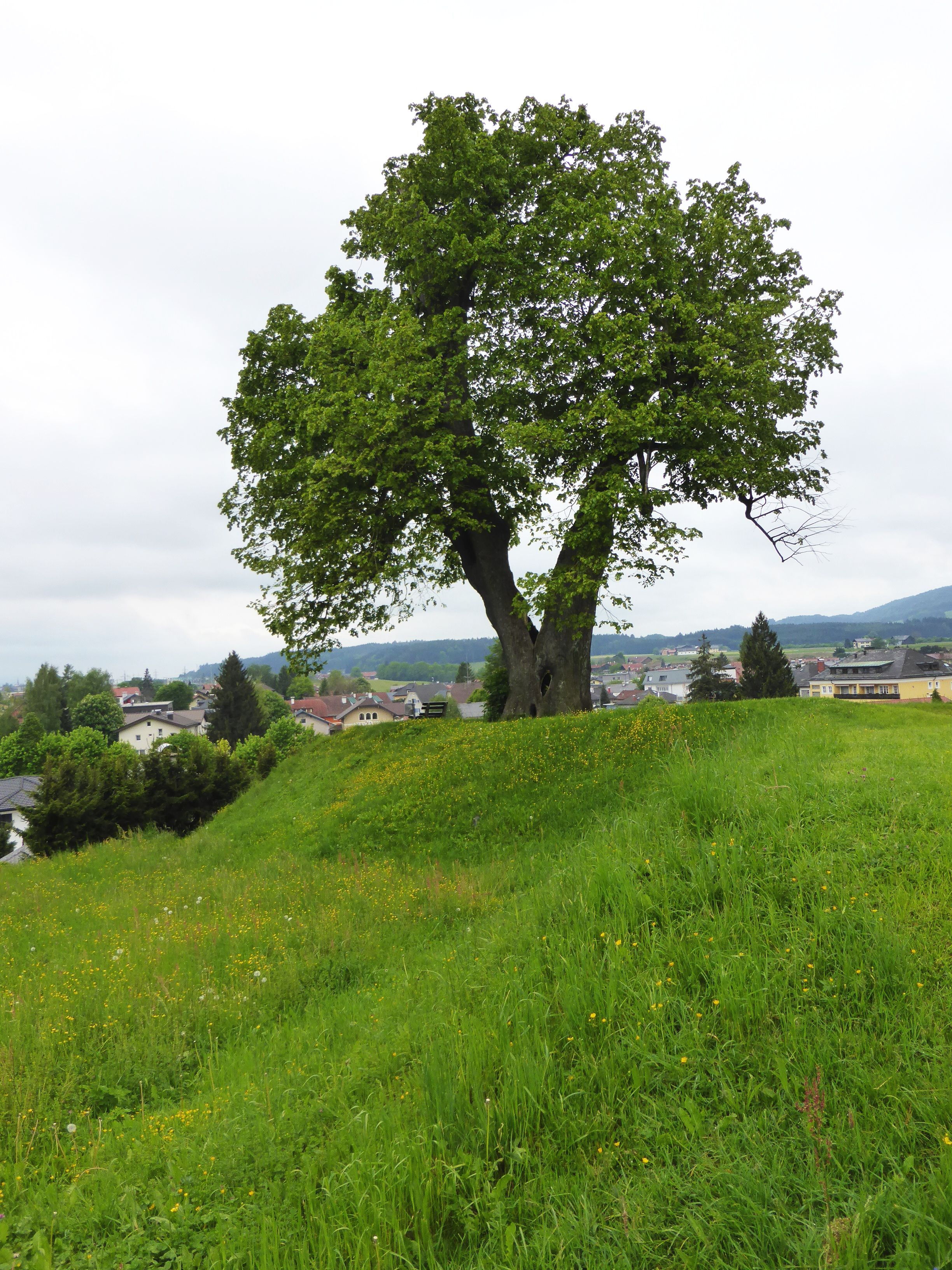
Linde auf der Schanze am Kirchhügel von Straßwalchen

Die Schanze am Kirchhügel liegt in der Gemeinde Straßwalchen im Bezirk Salzburg-Umgebung im Land Salzburg.
Sie befindet sich am Kirchhügel, etwa 150 Meter südlich der Kirche (in der Nähe von Kirchengasse 11).
Unterhalb der starken Stützmauern liegt der Ort, der Stiegenaufgang zur Kirche und zum neuen Friedhof führt zu der Schanzanlage.

## Geschichte
Der Abt Heinrich von Mondsee hatte Straßwalchen 1250 an das Erzstift Salzburg abtreten müssen und hatte dafür ein Schutzversprechen gegen die Einfälle der Bayern erhalten. Vom Salzburger Elekt Philipp von Spanheim war Straßwalchen deshalb im 13. Jahrhundert stark befestigt worden. Zu Beginn des Dreißigjährigen Krieges war Straßwalchen 1619 dennoch von den Bayern eingenommen worden; Hintergrund war die Verpfändung des Mondseelandes an Bayern und die Befürchtung der oberösterreichischen Bauern, dass sie dadurch Einbußen zu befürchten hätten.
Auch wegen der Bauernaufstände in Oberösterreich war der Ort gefährdet, und deshalb ließ Fürsterzbischof Paris Lodron 1626 den Markt ebenso wie Neumarkt befestigen. Mit der Planung wurden den Hofbaumeister Santino Solari und der Obristleutnant Johann Sigmund von Mabon beauftragt. Straßwalchen wurde vollständig durch einen Palisadenzaun geschützt. Während des ganzen Dreißigjährigen Krieges wurde hier an den Schanzen weitergebaut, wie ein Gesuch von 12 Bauern aus Mattsee von 1632 bezeugt, die wegen eines Hagelschadens vom Robot befreit werden wollten. 1742 wurden die Schanzen während des Österreichischen Erbfolgekriegs erneuert. Unter Hauptmann de Guardi und dem Landschafts-Mitverwalter Benedict Pertl wurden eine sichere Retirade im Friedhof von Straßwalchen, vier starke Gatter beim Pfarrhof und fünf Palisadenwerke beim Gartenhaus angelegt. 1748 wurde die Rückgabe des noch guten Holzes an die Lieferanten zur Schadenswiedergutmachung angeordnet.

## Heutiger Erhaltungszustand
Südlich der Pfarrkirche von Straßwalchen zieht sich einer Geländekante folgend ein beidseits abgeböschter Wall in Richtung Südost bis zu einem verbreiterten Rondell (etwa 120 m von der Kirche entfernt) hin. Im rechten Winkel hierzu weist ein großteils eingeebneter 40 m langer Wall auf ein zweites Rondell. Dann geht der Wall nach Nordwesten, verschwindet hier aber abrupt, da er durch den Bau des Pfarrstadels abgetragen wurde. Es ist zu vermuten, dass früher noch ein drittes Rondell an der Nordost-Ecke war; die vierte Ecke war bereits durch die starken Mauern im Bereich der Pfarrkirche geschützt.

## Linden auf der Schanze
Auf den beiden noch vorhandenen Rondellen stehen zwei Sommerlinden (Tilia platyphyllos), die als Linden auf der Schanze als Naturdenkmal geschützt sind (NDM00015).
Sie wurden schon 1932 ausgewiesen und gehören damit zu den ältesten Naturschutzgütern des Landes. Die Schutzfläche beträgt 0,3540 Hektar und umfasst auch die Schanzanlage selbst.
Die beiden Bäume sind etwa 15 Meter hoch und haben einen Stammumfang von 1½ Meter. Ihr Alter wird auf 300–450 Jahre geschätzt.